# Berylmys mackenziei
Berylmys mackenziei  (Thomas, 1916) è un roditore della famiglia dei Muridi, diffuso in India, Cina, e Indocina.

## Descrizione

### Dimensioni
Roditore di grandi dimensioni, con lunghezza della testa e del corpo tra 233 e 272 mm, la lunghezza della coda tra 248 e 262 mm, la lunghezza del piede tra 50 e 61 mm, la lunghezza delle orecchie tra 27 e 31 mm e un peso fino a 265 g.

### Aspetto
La pelliccia è densa e liscia. Le parti superiori sono color acciaio mentre le parti ventrali sono bianche. La linea di demarcazione lungo i fianchi è netta. Le orecchie sono grandi, grigie e prive di peli. Il dorso delle zampe è marrone scuro, mentre le zampe anteriori, i lati dei piedi e le dita sono bianchi. La coda è più lunga della testa e del corpo, uniformemente marrone scuro con la metà terminale bianca. Sono presenti 10 anelli di scaglie per centimetro. Le femmine hanno un paio di mammelle pettorali, un paio post-ascellari e due paia inguinali.

## Biologia

### Comportamento
È una specie notturna e fossoria.

## Distribuzione e habitat
Questa specie è diffusa nello Stato indiano dell'Assam, Myanmar settentrionale. Alcune popolazioni isolate sono presenti nella provincia cinese del Sichuan, Myanmar meridionale e Vietnam meridionale.
Vive in foreste umide decidue e sempreverdi montane sub-tropicali tra 1.200 e 3.000 metri di altitudine.

## Conservazione
La IUCN Red List, sebbene sia stata registrata in un areale esteso, sono conosciuti pochi individui e non sono noti l'habitat, la popolazione e leminacce,, classifica M.mackenziei come specie con dati insufficienti (DD).

## Tassonomia
Gli individui del Tenasserim, Myanmar meridionale, potrebbero appartenere ad una sottospecie distinta, B.m.fea (Thomas, 1916).